# Korgau
Korgau ist eine Ortschaft der Stadt Bad Schmiedeberg im Landkreis Wittenberg in Sachsen-Anhalt.

## Geografie
Korgau liegt zwei Kilometer südöstlich von Bad Schmiedeberg am östlichen Rand der Dübener Heide. Der Ort ist durch Verbindungsstraßen von Bad Schmiedeberg und Moschwig aus zu erreichen.

## Geschichte
Korgau setzt sich aus den beiden Ortsteilen Groß- und Kleinkorgau zusammen, die laut Verfügung vom 20. Juli 1950 mit Wirkung vom 1. Juli 1950 zur Gemeinde Korgau zusammengefasst wurden. Die Ersterwähnung beider Orte soll um 1400 erfolgt sein. Durch den Ort führte die alte Poststraße von Düben nach Pretzsch, dadurch kam es im Dreißigjährigen Krieg zu großen Zerstörungen durch marodierende Truppen.

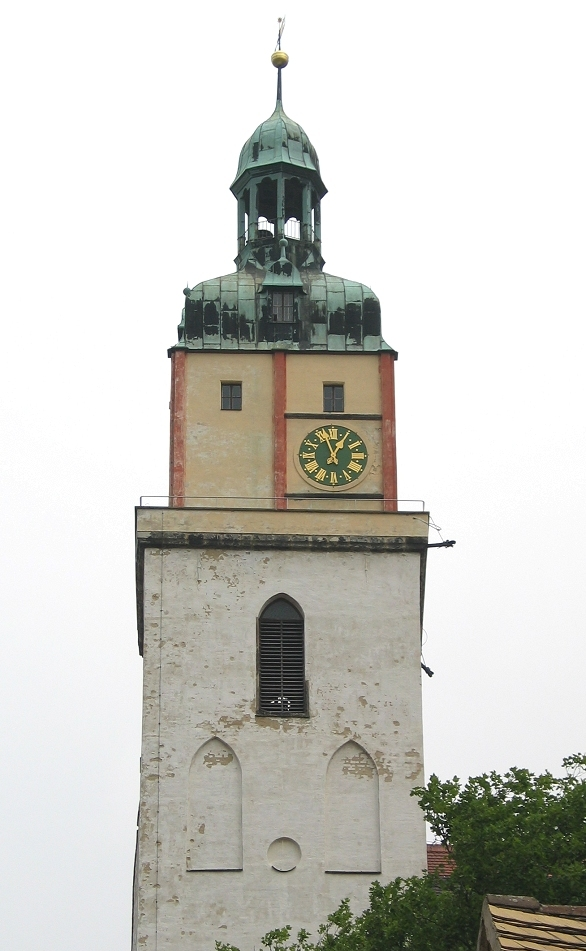
Kirchturm der Nachbarstadt Bad Schmiedeberg

Großkorgau gehörte bis 1815 zum Amt Pretzsch des Königreichs Sachsen und gelangte dann an den Kreis Wittenberg des Regierungsbezirks Merseburg der preußischen Provinz Sachsen.
Bis zum 30. Juni 2009 war Korgau eine selbstständige Gemeinde. Der letzte Bürgermeister war Bernd Langbein.

## Sehenswürdigkeiten
- Bockwindmühle von 1824